# Classificació de la Copa del Món de futbol 2018-CAF

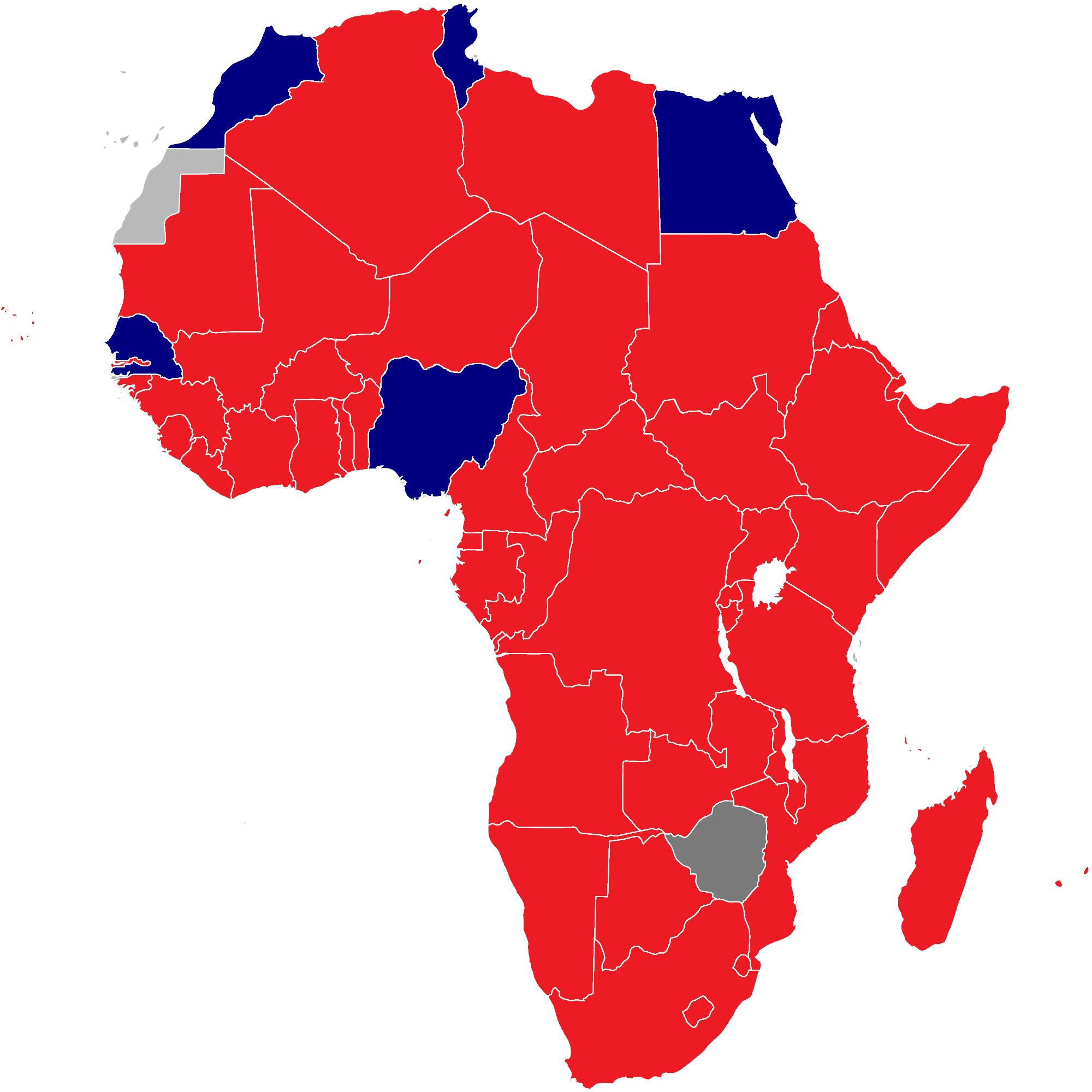
Equip classificat
Equip eliminat
Equip membre de la CAF que no va compitir

La fase de Classificació de la Copa del Món de futbol 2018 de la zona africana fou organitzada i supervisada per la CAF.
La zona africana disposava de 5 places directes per la fase final. La classificació del grup d'Àfrica es divideix en tres fases. A la primera fase s'enfronten els 26 equips amb pitjor coeficient FIFA dels quals 13 es classificaran per a la següent fase. La segona fase consta de 40 partits d'eliminació directa dels quals els 20 guanyadors es classificaran per a la tercera fase. En aquesta tercera fase es formaran 5 grups de 4 equips i els 5 guanyadors obtindran un bitllet per a la Copa del Món 2018.

## Primera fase
| Partit | Equip 1                  | Resultat global | Equip 2       | Resultat anada                            | Resultat tornada                          |
| ------ | ------------------------ | --------------- | ------------- | ----------------------------------------- | ----------------------------------------- |
| 1      | Somàlia                  | 0:6             | Níger         | 0:2 Arxivat 2017-08-21 a Wayback Machine. | 0:4 Arxivat 2017-08-14 a Wayback Machine. |
| 2      | Sudan del Sud            | 1:5             | Mauritània    | 1:1 Arxivat 2017-08-10 a Wayback Machine. | 0:4 Arxivat 2017-08-10 a Wayback Machine. |
| 3      | Gàmbia                   | 2:3             | Namíbia       | 1:1 Arxivat 2017-08-14 a Wayback Machine. | 1:2 Arxivat 2017-08-14 a Wayback Machine. |
| 4      | São Tomé i Príncipe      | 1:3             | Etiòpia       | 1:0 Arxivat 2017-08-14 a Wayback Machine. | 0:3 Arxivat 2017-08-14 a Wayback Machine. |
| 5      | Txad                     | 2:2             | Sierra Leone  | 1:0 Arxivat 2017-08-14 a Wayback Machine. | 1:2 Arxivat 2017-08-14 a Wayback Machine. |
| 6      | Comores                  | 1:1             | Lesotho       | 0:0 Arxivat 2017-08-14 a Wayback Machine. | 1:1 Arxivat 2017-08-14 a Wayback Machine. |
| 7      | Djibouti                 | 1:8             | Swazilàndia   | 0:6 Arxivat 2017-08-14 a Wayback Machine. | 1:2 Arxivat 2017-08-14 a Wayback Machine. |
| 8      | Eritrea                  | 1:5             | Botswana      | 0:2 Arxivat 2017-07-11 a Wayback Machine. | 1:3 Arxivat 2017-07-11 a Wayback Machine. |
| 9      | Seychelles               | 0:3             | Burundi       | 0:1 Arxivat 2017-08-14 a Wayback Machine. | 0:2 Arxivat 2017-08-14 a Wayback Machine. |
| 10     | Libèria                  | 4:2             | Guinea Bissau | 1:1 Arxivat 2017-08-14 a Wayback Machine. | 3:1 Arxivat 2017-08-14 a Wayback Machine. |
| 11     | República Centreafricana | 2:5             | Madagascar    | 0:3 Arxivat 2017-08-14 a Wayback Machine. | 2:2 Arxivat 2017-08-14 a Wayback Machine. |
| 12     | Maurici                  | 2:5             | Kenya         | 2:5 Arxivat 2017-08-14 a Wayback Machine. | 0:0 Arxivat 2017-08-14 a Wayback Machine. |
| 13     | Tanzània                 | 2:1             | Malawi        | 2:0 Arxivat 2017-08-14 a Wayback Machine. | 0:1 Arxivat 2017-08-13 a Wayback Machine. |

## Segona fase
| Partit | Equip 1     | Resultat global                           | Equip 2           | Resultat anada                            | Resultat tornada                          |
| ------ | ----------- | ----------------------------------------- | ----------------- | ----------------------------------------- | ----------------------------------------- |
| 1      | Moçambic    | 1:1(p)                                    | Gabon             | 1:0 Arxivat 2017-09-06 a Wayback Machine. | 0:1 Arxivat 2017-09-05 a Wayback Machine. |
| 2      | Sudan       | 0:3                                       | Zàmbia            | 0:1 Arxivat 2017-09-06 a Wayback Machine. | 0:2 Arxivat 2017-09-05 a Wayback Machine. |
| 3      | Togo        | 0:4                                       | Uganda            | 0:1 Arxivat 2017-09-05 a Wayback Machine. | 0:3 Arxivat 2017-09-05 a Wayback Machine. |
| 4      | Burundi     | 2:6                                       | R.D. del Congo    | 2:3 Arxivat 2017-09-06 a Wayback Machine. | 0:3 Arxivat 2017-09-06 a Wayback Machine. |
| 5      | Namíbia     | 0:3                                       | Guinea            | 0:1 Arxivat 2017-09-06 a Wayback Machine. | 0:2 Arxivat 2017-09-06 a Wayback Machine. |
| 6      | Benín       | 2:3                                       | Burkina Faso      | 2:1 Arxivat 2017-09-06 a Wayback Machine. | 0:2 Arxivat 2017-09-06 a Wayback Machine. |
| 7      | Marroc      | 2:1                                       | Guinea Equatorial | 2:0 Arxivat 2017-09-06 a Wayback Machine. | 0:1 Arxivat 2017-09-06 a Wayback Machine. |
| 8      | Líbia       | 4:1                                       | Ruanda            | 1:0 Arxivat 2017-09-06 a Wayback Machine. | 3:1 Arxivat 2017-09-06 a Wayback Machine. |
| 9      | Madagascar  | 2:5                                       | Senegal           | 2:2 Arxivat 2017-09-06 a Wayback Machine. | 0:3 Arxivat 2017-09-06 a Wayback Machine. |
| 10     | Comores     | 0:2 Arxivat 2017-09-06 a Wayback Machine. | Ghana             | 0:0 Arxivat 2017-09-06 a Wayback Machine. | 0:2                                       |
| 11     | Angola      | 1:4                                       | Sud-àfrica        | 1:3 Arxivat 2016-08-16 a Wayback Machine. | 0:1 Arxivat 2017-09-06 a Wayback Machine. |
| 12     | Kenya       | 1:2                                       | Cap Verd          | 1:0                                       | 0:2                                       |
| 13     | Níger       | 0:3                                       | Camerun           | 0:3                                       | 0:0                                       |
| 14     | Libèria     | 0:4                                       | Costa d'Ivori     | 0:1                                       | 0:3                                       |
| 15     | Mauritània  | 2:4                                       | Tunísia           | 1:2                                       | 1:2                                       |
| 16     | Swazilàndia | 0:2                                       | Nigèria           | 0:0                                       | 0:2                                       |
| 17     | Txad        | 1:4                                       | Egipte            | 1:0                                       | 0:4                                       |
| 18     | Etiòpia     | 4:6                                       | Congo             | 3:4                                       | 1:2                                       |
| 19     | Tanzània    | 2:9                                       | Algèria           | 2:2                                       | 0:7                                       |
| 20     | Botswana    | 2:3                                       | Mali              | 2:1                                       | 0:2                                       |

## Tercera fase (grups)

### Grup A
| Equip          | Pts | PJ | PG | PE | PP | GF | GC | DG |
| -------------- | --- | -- | -- | -- | -- | -- | -- | -- |
| Tunísia        | 14  | 6  | 4  | 2  | 0  | 11 | 4  | +7 |
| R.D. del Congo | 13  | 6  | 4  | 1  | 1  | 14 | 7  | +7 |
| Líbia          | 4   | 6  | 1  | 1  | 4  | 4  | 10 | -6 |
| Guinea         | 3   | 6  | 1  | 0  | 5  | 6  | 14 | -8 |

### Grup B
| Equip   | Pts | PJ | PG | PE | PP | GF | GC | DG |
| ------- | --- | -- | -- | -- | -- | -- | -- | -- |
| Nigèria | 14  | 6  | 4  | 2  | 0  | 12 | 4  | +8 |
| Zàmbia  | 8   | 6  | 2  | 2  | 2  | 8  | 7  | +1 |
| Camerun | 7   | 6  | 1  | 4  | 1  | 7  | 9  | -2 |
| Algèria | 2   | 6  | 0  | 2  | 4  | 4  | 11 | -7 |

### Grup C
| Equip         | Pts | PJ | PG | PE | PP | GF | GC | DG  |
| ------------- | --- | -- | -- | -- | -- | -- | -- | --- |
| Marroc        | 12  | 6  | 3  | 3  | 0  | 11 | 0  | +11 |
| Costa d'Ivori | 8   | 6  | 2  | 2  | 2  | 7  | 5  | +2  |
| Gabon         | 6   | 6  | 1  | 3  | 2  | 2  | 7  | -5  |
| Mali          | 4   | 6  | 0  | 4  | 2  | 1  | 9  | -8  |

### Grup D
| Equip        | Pts | PJ | PG | PE | PP | GF | GC | DG |
| ------------ | --- | -- | -- | -- | -- | -- | -- | -- |
| Senegal      | 14  | 6  | 4  | 2  | 0  | 10 | 3  | +7 |
| Burkina Faso | 9   | 6  | 2  | 3  | 1  | 10 | 6  | +4 |
| Cap Verd     | 6   | 6  | 2  | 0  | 4  | 4  | 12 | -8 |
| Sud-àfrica   | 4   | 6  | 1  | 1  | 4  | 7  | 10 | -3 |

### Grup E
| Equip  | Pts | PJ | PG | PE | PP | GF | GC | DG |
| ------ | --- | -- | -- | -- | -- | -- | -- | -- |
| Egipte | 13  | 6  | 4  | 1  | 1  | 8  | 4  | +4 |
| Uganda | 9   | 6  | 2  | 3  | 1  | 3  | 2  | +1 |
| Ghana  | 7   | 6  | 1  | 4  | 1  | 7  | 5  | +2 |
| Congo  | 2   | 6  | 0  | 2  | 4  | 5  | 12 | -7 |

## Equips classificats
| Equip   | Data de la qualificació | Aparicions anteriors             |
| ------- | ----------------------- | -------------------------------- |
| Nigèria | 7 octubre 2017          | 5 (1994, 1998, 2002, 2010, 2014) |
| Egipte  | 8 octubre 2017          | 2 (1934, 1990)                   |
| Senegal | 10 novembre 2017        | 1 (2002)                         |
| Tunísia | 11 novembre 2017        | 4 (1978, 1998, 2002, 2006)       |
| Marroc  | 11 novembre 2017        | 4 (1970, 1986, 1994, 1998)       |